# Język podena
Język podena, także: fandanus, fedan – język austronezyjski używany w prowincji Papua w Indonezji (dystrykt Bonggo, kabupaten Sarmi), na wybrzeżu zatoki Jayapura i na pobliskiej mniejszej wyspie. Według danych z 2005 r. posługuje się nim 280 osób.
Jest bliski językowi anus (według serwisu Ethnologue może chodzić o ten sam język).
Odnotowano zanik jego użycia (z danych Ethnologue wynika, że posługują się nim wyłącznie osoby dorosłe). W użyciu są też języki indonezyjski i malajski papuaski.